# Élections municipales de 2009 en Montérégie
Les élections municipales québécoises de 2009 se déroulent le 1er novembre 2009. Elles permettent d'élire les maires et les conseillers de chacune des municipalités locales du Québec, ainsi que les préfets de quelques municipalités régionales de comté.

## Montérégie

### Abercorn
| Candidats pour la mairie           | Vote | %    |
| ---------------------------------- | ---- | ---- |
| Jean-Charles Bissonnette (Sortant) | 142  | 62,6 |
| Margaret Lefebvre Macey            | 85   | 37,4 |
| Taux de participation : 73,5 %     |      |      |

### Acton Vale
| Candidats pour la mairie       | Vote  | %    |
| ------------------------------ | ----- | ---- |
| Éric Charbonneau               | 1 689 | 60,6 |
| Juliette Dupuis (Sortante)     | 1 096 | 39,4 |
| Taux de participation : 47,9 % |       |      |

### Ange-Gardien
| Partis                         | Partis              | Candidats pour la mairie | Vote | %    |
| ------------------------------ | ------------------- | ------------------------ | ---- | ---- |
|                                | Action Ange-Gardien | Odette Ménard            | 667  | 59,7 |
|                                | Indépendant         | Rosaire Houle (Sortant)  | 450  | 40,3 |
| Taux de participation : 66,3 % |                     |                          |      |      |

### Beauharnois
| Partis                         | Partis                   | Candidats pour la mairie | Vote  | %    |
| ------------------------------ | ------------------------ | ------------------------ | ----- | ---- |
|                                | Indépendant              | Claude Haineault         | 3 312 | 63,5 |
|                                | Équipe Daniel Charlebois | Daniel Charlebois        | 1 905 | 36,5 |
| Taux de participation : 55,9 % |                          |                          |       |      |

### Bedford (municipalité de canton)
| Candidats pour la mairie | Vote            | %               |
| ------------------------ | --------------- | --------------- |
| Gilles St-Jean (Sortant) | Sans opposition | Sans opposition |

### Bedford (ville)
| Candidats pour la mairie | Vote            | %               |
| ------------------------ | --------------- | --------------- |
| Claude Dubois (Sortant)  | Sans opposition | Sans opposition |

### Belœil
| Partis                         | Partis                                | Candidats pour la mairie                 | Vote  | %    |
| ------------------------------ | ------------------------------------- | ---------------------------------------- | ----- | ---- |
|                                | Équipe Diane Lavoie - Beloeil gagnant | Diane Lavoie (Sortante d'un autre poste) | 3 921 | 59,5 |
|                                | Équipe Lavallée                       | Claude Lavallée                          | 2 315 | 35,1 |
|                                | Indépendant                           | Sylvain Leduc                            | 357   | 5,4  |
| Taux de participation : 43,4 % |                                       |                                          |       |      |

### Béthanie
| Candidats pour la mairie              | Vote            | %               |
| ------------------------------------- | --------------- | --------------- |
| Chantal Beauregard Favreau (Sortante) | Sans opposition | Sans opposition |

### Bolton-Ouest
| Candidats pour la mairie       | Vote | %    |
| ------------------------------ | ---- | ---- |
| Donald Badger (Sortant)        | 235  | 69,9 |
| Roxanne Stastny                | 101  | 30,1 |
| Taux de participation : 56,8 % |      |      |

### Boucherville
| Partis                         | Partis                                            | Candidats pour la mairie | Vote  | %    |
| ------------------------------ | ------------------------------------------------- | ------------------------ | ----- | ---- |
|                                | Équipe Jean Martel - Option citoyens - citoyennes | Jean Martel              | 7 726 | 50,5 |
|                                | Renouveau démocratique - Équipe Gagné             | Reynald Gagné            | 4 868 | 31,8 |
|                                | Action Boucherville                               | Armand Lefebvre          | 1 998 | 13,1 |
|                                | Candidat indépendant                              | Rémi Bergeron            | 579   | 3,8  |
|                                | Indépendant                                       | Réal Bélisle             | 114   | 0,7  |
| Taux de participation : 49,8 % |                                                   |                          |       |      |

### Brigham
| Candidats pour la mairie | Vote            | %               |
| ------------------------ | --------------- | --------------- |
| Steven Neil (Sortant)    | Sans opposition | Sans opposition |

### Brome
| Candidats pour la mairie       | Vote | %    |
| ------------------------------ | ---- | ---- |
| L. Thomas Selby                | 88   | 53,0 |
| Bernard Raymond Boulé          | 40   | 24,1 |
| Ian Warnock                    | 38   | 22,9 |
| Taux de participation : 65,5 % |      |      |

### Bromont
| Candidats pour la mairie       | Vote  | %    |
| ------------------------------ | ----- | ---- |
| Pauline Quinlan (Sortante)     | 2 205 | 75,9 |
| Gilles Duchesne                | 700   | 24,1 |
| Taux de participation : 54,1 % |       |      |

### Brossard
| Partis                         | Partis                                | Candidats pour la mairie      | Vote   | %    |
| ------------------------------ | ------------------------------------- | ----------------------------- | ------ | ---- |
|                                | Priorité Brossard - Équipe Paul Leduc | Paul Leduc                    | 14 912 | 70,2 |
|                                | Démocratie Brossard Democracy         | Jean-Marc Pelletier (Sortant) | 6 322  | 29,8 |
| Taux de participation : 39,0 % |                                       |                               |        |      |

### Calixa-Lavallée
| Candidats pour la mairie | Vote            | %               |
| ------------------------ | --------------- | --------------- |
| Claude Jutras            | Sans opposition | Sans opposition |

### Candiac
| Partis | Partis                                | Candidats pour la mairie | Vote            | %               |
| ------ | ------------------------------------- | ------------------------ | --------------- | --------------- |
|        | Équipe André J. Côté - Action Candiac | André J. Côté (Sortant)  | Sans opposition | Sans opposition |

- Normand Dyotte, conseiller #6, devient maire de Candiac en 2011[1].

### Carignan
| Partis                         | Partis                | Candidats pour la mairie    | Vote  | %    |
| ------------------------------ | --------------------- | --------------------------- | ----- | ---- |
|                                | Équipe Louise Lavigne | Louise Lavigne              | 1 753 | 60,5 |
|                                | Équipe Legendre       | Jean-Guy Legendre (Sortant) | 1 146 | 39,5 |
| Taux de participation : 48,9 % |                       |                             |       |      |

### Chambly
| Partis                         | Partis                               | Candidats pour la mairie | Vote  | %    |
| ------------------------------ | ------------------------------------ | ------------------------ | ----- | ---- |
|                                | Action Chambly - Équipe Denis Lavoie | Denis Lavoie (Sortant)   | 4 686 | 54,6 |
|                                | Parti municipal Chambly              | Pierre Bourbonnais       | 3 902 | 45,4 |
| Taux de participation : 50,7 % |                                      |                          |       |      |

### Châteauguay
| Partis                         | Partis                                   | Candidats pour la mairie | Vote  | %    |
| ------------------------------ | ---------------------------------------- | ------------------------ | ----- | ---- |
|                                | Action citoyenne/Citizen's Action        | Nathalie Simon           | 8 659 | 56,5 |
|                                | Équipe Michel Énault - Parti Châteauguay | Michel Énault            | 4 502 | 29,4 |
|                                | Indépendant                              | Anthony Boffice          | 2 161 | 14,1 |
| Taux de participation : 46,8 % |                                          |                          |       |      |

### Contrecœur
| Partis                         | Partis                                  | Candidats pour la mairie     | Vote  | %    |
| ------------------------------ | --------------------------------------- | ---------------------------- | ----- | ---- |
|                                | Équipe Dansereau                        | Suzanne Dansereau (Sortante) | 1344  | 50,4 |
|                                | Renouveau Contrecoeur - Équipe Girouard | Richard Girouard             | 1 321 | 49,6 |
| Taux de participation : 58,5 % |                                         |                              |       |      |

### Coteau-du-Lac
| Candidats pour la mairie | Vote            | %               |
| ------------------------ | --------------- | --------------- |
| Robert Sauvé (Sortant)   | Sans opposition | Sans opposition |

### Cowansville
| Candidats pour la mairie       | Vote  | %    |
| ------------------------------ | ----- | ---- |
| Arthur Fauteux (Sortant)       | 3 019 | 63,4 |
| André Leroux                   | 1 740 | 36,6 |
| Taux de participation : 51,4 % |       |      |

### Delson
| Partis | Partis        | Candidats pour la mairie | Vote            | %               |
| ------ | ------------- | ------------------------ | --------------- | --------------- |
|        | Action Delson | Gilles Meloche           | Sans opposition | Sans opposition |

### Dundee
| Candidats pour la mairie  | Vote            | %               |
| ------------------------- | --------------- | --------------- |
| Jean Armstrong (Sortante) | Sans opposition | Sans opposition |

### Dunham
| Candidats pour la mairie       | Vote | %    |
| ------------------------------ | ---- | ---- |
| Jean-Guy Demers                | 619  | 50,2 |
| Marcel Poirier (Sortant)       | 614  | 49,8 |
| Taux de participation : 45,2 % |      |      |

### East Farnham
| Candidats pour la mairie     | Vote            | %               |
| ---------------------------- | --------------- | --------------- |
| Sylvie D.-Raymond (Sortante) | Sans opposition | Sans opposition |

### Elgin
| Candidats pour la mairie | Vote            | %               |
| ------------------------ | --------------- | --------------- |
| Deborah Stewart          | Sans opposition | Sans opposition |

### Farnham
| Candidats pour la mairie       | Vote  | %    |
| ------------------------------ | ----- | ---- |
| Josef Hüsler (Sortant)         | 1 602 | 65,5 |
| Jules Laguë                    | 842   | 34,5 |
| Taux de participation : 40,4 % |       |      |

### Franklin
| Candidats pour la mairie        | Vote | %    |
| ------------------------------- | ---- | ---- |
| Suzanne Yelle-Bélair (Sortante) | 516  | 75,5 |
| Gaëtan Roy                      | 167  | 24,5 |
| Taux de participation : 50,0 %  |      |      |

### Frelighsburg
| Candidats pour la mairie | Vote            | %               |
| ------------------------ | --------------- | --------------- |
| Roland Lemaire (Sortant) | Sans opposition | Sans opposition |

- Élection de Jacques Ducharme au poste de maire en février 2012[2].

| Candidats pour la mairie | Vote            | %               |
| ------------------------ | --------------- | --------------- |
| Jacques Ducharme         | Sans opposition | Sans opposition |

### Godmanchester
| Candidats pour la mairie | Vote            | %               |
| ------------------------ | --------------- | --------------- |
| Pierre Poirier (Sortant) | Sans opposition | Sans opposition |

### Granby
| Candidats pour la mairie       | Vote   | %    |
| ------------------------------ | ------ | ---- |
| Richard Goulet (Sortant)       | 10 083 | 49,3 |
| Toni Lynn Trottier             | 6 996  | 34,2 |
| René Guillette                 | 1 863  | 9,1  |
| Diane Racicot                  | 1 499  | 7,3  |
| Taux de participation : 43,2 % |        |      |

### Havelock
| Candidats pour la mairie  | Vote            | %               |
| ------------------------- | --------------- | --------------- |
| Denis Henderson (Sortant) | Sans opposition | Sans opposition |

### Hemmingford (municipalité de canton)
| Candidats pour la mairie       | Vote | %    |
| ------------------------------ | ---- | ---- |
| Paul Viau                      | 393  | 55,4 |
| David Boyer                    | 220  | 31,0 |
| Vladimiro Massignani           | 97   | 13,7 |
| Taux de participation : 50,5 % |      |      |

### Hemmingford (municipalité de village)
| Candidats pour la mairie  | Vote            | %               |
| ------------------------- | --------------- | --------------- |
| Drew Somerville (Sortant) | Sans opposition | Sans opposition |

### Henryville
| Partis                         | Partis            | Candidats pour la mairie | Vote | %    |
| ------------------------------ | ----------------- | ------------------------ | ---- | ---- |
|                                | L'Équipe Lafrance | Serges Lafrance          | 345  | 50,1 |
|                                | Indépendant       | Carole Gagné (Sortante)  | 343  | 49,9 |
| Taux de participation : 59,0 % |                   |                          |      |      |

### Hinchinbrooke
| Candidats pour la mairie | Vote            | %               |
| ------------------------ | --------------- | --------------- |
| Normand Crête (Sortant)  | Sans opposition | Sans opposition |

### Howick
| Candidats pour la mairie | Vote            | %               |
| ------------------------ | --------------- | --------------- |
| Denis Loiselle (Sortant) | Sans opposition | Sans opposition |

### Hudson
| Candidats pour la mairie | Vote            | %               |
| ------------------------ | --------------- | --------------- |
| Michael Elliott          | Sans opposition | Sans opposition |

### Huntingdon
| Candidats pour la mairie       | Vote | %    |
| ------------------------------ | ---- | ---- |
| Stéphane Gendron (Sortant)     | 741  | 63,3 |
| Howard Welburn                 | 394  | 33,6 |
| Karim Eddine Aichouche         | 36   | 3,1  |
| Taux de participation : 60,0 % |      |      |

### L'Île-Cadieux
| Candidats pour la mairie   | Vote            | %               |
| -------------------------- | --------------- | --------------- |
| Marc-André Léger (Sortant) | Sans opposition | Sans opposition |

### L'Île-Perrot
| Candidats pour la mairie | Vote            | %               |
| ------------------------ | --------------- | --------------- |
| Marc Roy (Sortant)       | Sans opposition | Sans opposition |

### La Prairie
| Partis | Partis                          | Candidats pour la mairie    | Vote            | %               |
| ------ | ------------------------------- | --------------------------- | --------------- | --------------- |
|        | Parti de l'équipe Lucie Roussel | Lucie F. Roussel (Sortante) | Sans opposition | Sans opposition |

### La Présentation
| Candidats pour la mairie | Vote            | %               |
| ------------------------ | --------------- | --------------- |
| Claure Roger (Sortant)   | Sans opposition | Sans opposition |

### Lac-Brome
| Candidats pour la mairie       | Vote  | %    |
| ------------------------------ | ----- | ---- |
| Gilles Decelles                | 1 309 | 52,8 |
| Pierre Marchand                | 865   | 34,9 |
| Stanley E. Neil                | 247   | 10,0 |
| Michel Ayotte                  | 57    | 2,3  |
| Taux de participation : 49,9 % |       |      |

### Lacolle
| Candidats pour la mairie       | Vote | %    |
| ------------------------------ | ---- | ---- |
| Yves Duteau (Sortant)          | 617  | 62,6 |
| Harold Audit                   | 368  | 37,4 |
| Taux de participation : 49,6 % |      |      |

### Léry
| Candidats pour la mairie       | Vote | %    |
| ------------------------------ | ---- | ---- |
| Yvon Mailhot (Sortant)         | 676  | 54,1 |
| Walter Letham                  | 573  | 45,9 |
| Taux de participation : 69,3 % |      |      |

### Les Cèdres
| Candidats pour la mairie        | Vote  | %    |
| ------------------------------- | ----- | ---- |
| Géraldine T. Quesnel (Sortante) | 1 359 | 52,1 |
| Raymond Larouche                | 1 248 | 47,9 |
| Taux de participation : 59,0 %  |       |      |

### Les Coteaux
| Candidats pour la mairie       | Vote | %    |
| ------------------------------ | ---- | ---- |
| Réal Boisvert (Sortant)        | 768  | 84,3 |
| Gérard Dostie                  | 143  | 15,7 |
| Taux de participation : 29,0 % |      |      |

### Marieville
| Partis                         | Partis                                       | Candidats pour la mairie | Vote  | %    |
| ------------------------------ | -------------------------------------------- | ------------------------ | ----- | ---- |
|                                | Indépendant                                  | Alain Ménard             | 1 384 | 50,7 |
|                                | Parti municipal Marieville - Équipe Marchand | France A. Dussault       | 1 121 | 41,1 |
|                                | Indépendant                                  | Denis Guertin            | 224   | 8,2  |
| Taux de participation : 40,5 % |                                              |                          |       |      |

### Massueville
| Candidats pour la mairie | Vote            | %               |
| ------------------------ | --------------- | --------------- |
| Denis Marion (Sortant)   | Sans opposition | Sans opposition |

### McMasterville
| Candidats pour la mairie | Vote            | %               |
| ------------------------ | --------------- | --------------- |
| Gilles Plante (Sortant)  | Sans opposition | Sans opposition |

### Mercier
| Partis                         | Partis                          | Candidats pour la mairie  | Vote  | %    |
| ------------------------------ | ------------------------------- | ------------------------- | ----- | ---- |
|                                | Équipe Lambert                  | Jacques Lambert (Sortant) | 2 753 | 67,5 |
|                                | Option Mercier - Équipe Colpron | Jean-Luc Colpron          | 1 328 | 32,5 |
| Taux de participation : 52,6 % |                                 |                           |       |      |

### Mont-Saint-Grégoire
| Candidats pour la mairie   | Vote            | %               |
| -------------------------- | --------------- | --------------- |
| Suzanne Boulais (Sortante) | Sans opposition | Sans opposition |

### Mont-Saint-Hilaire
| Partis                         | Partis                                            | Candidats pour la mairie | Vote  | %    |
| ------------------------------ | ------------------------------------------------- | ------------------------ | ----- | ---- |
|                                | Action Mont-Saint-Hilaire - Équipe Michel Gilbert | Michel Gilbert (Sortant) | 3 106 | 57,4 |
|                                | Voix citoyenne de Mont-Saint-Hilaire              | Denise Loiselle          | 2 309 | 42,6 |
| Taux de participation : 40,1 % |                                                   |                          |       |      |

### Napierville
| Candidats pour la mairie  | Vote            | %               |
| ------------------------- | --------------- | --------------- |
| Alain Fredette (Sortante) | Sans opposition | Sans opposition |

### Notre-Dame-de-l'Île-Perrot
| Partis                         | Partis                                | Candidats pour la mairie      | Vote  | %    |
| ------------------------------ | ------------------------------------- | ----------------------------- | ----- | ---- |
|                                | Options Citoyens                      | Marie-Claude Beaulieu-Nichols | 1 938 | 52,1 |
|                                | Indépendant                           | Richard Mainville             | 935   | 25,1 |
|                                | Ralliement Notre-Dame-de-l'Île-Perrot | Serge Roy (Sortant)           | 848   | 22,8 |
| Taux de participation : 52,1 % |                                       |                               |       |      |

### Notre-Dame-de-Stanbridge
| Candidats pour la mairie       | Vote | %    |
| ------------------------------ | ---- | ---- |
| Ginette Simard Gendreault      | 237  | 57,4 |
| Michel Pelletier (Sortant)     | 176  | 42,6 |
| Taux de participation : 75,0 % |      |      |

### Noyan
| Candidats pour la mairie       | Vote | %    |
| ------------------------------ | ---- | ---- |
| Réal Ryan (Sortant)            | 364  | 75,2 |
| Jean-Paul Binette              | 120  | 24,8 |
| Taux de participation : 46,0 % |      |      |

### Ormstown
| Candidats pour la mairie       | Vote | %    |
| ------------------------------ | ---- | ---- |
| Jacques Lapierre               | 715  | 55,3 |
| Christian Soucy                | 577  | 44,7 |
| Taux de participation : 45,2 % |      |      |

### Pincourt
| Candidats pour la mairie       | Vote  | %    |
| ------------------------------ | ----- | ---- |
| Yvan Cardinal                  | 1 760 | 54,7 |
| Michel Kandyba (Sortant)       | 1 212 | 37,6 |
| Patrick Doyle                  | 248   | 7,7  |
| Taux de participation : 33,2 % |       |      |

### Pointe-des-Cascades
| Candidats pour la mairie       | Vote | %    |
| ------------------------------ | ---- | ---- |
| Maryse M. Sauvé (Sortante)     | 254  | 57,0 |
| Claude Rivard                  | 192  | 43,0 |
| Taux de participation : 47,7 % |      |      |

### Pointe-Fortune
| Candidats pour la mairie | Vote            | %               |
| ------------------------ | --------------- | --------------- |
| Jean-Pierre Daoust       | Sans opposition | Sans opposition |

### Richelieu
| Partis                         | Partis               | Candidats pour la mairie    | Vote | %    |
| ------------------------------ | -------------------- | --------------------------- | ---- | ---- |
|                                | Coalition richeloise | Jacques Ladouceur (Sortant) | 818  | 43,9 |
|                                | Indépendant          | Odette Renaud               | 552  | 29,6 |
|                                | Indépendant          | François Villeneuve         | 495  | 26,5 |
| Taux de participation : 44,3 % |                      |                             |      |      |

### Rigaud
| Partis | Partis              | Candidats pour la mairie | Vote            | %               |
| ------ | ------------------- | ------------------------ | --------------- | --------------- |
|        | Équipe Réal Brazeau | Réal Brazeau (Sortant)   | Sans opposition | Sans opposition |

### Rivière-Beaudette
| Candidats pour la mairie       | Vote | %    |
| ------------------------------ | ---- | ---- |
| Patrick Bousez                 | 480  | 65,2 |
| Denis Brodeur (Sortant)        | 256  | 34,8 |
| Taux de participation : 52,7 % |      |      |

### Rougemont
| Partis                         | Partis        | Candidats pour la mairie  | Vote | %    |
| ------------------------------ | ------------- | ------------------------- | ---- | ---- |
|                                | Équipe Brière | Alain Brière              | 506  | 45,5 |
|                                | Indépendant   | François Bernard          | 359  | 32,3 |
|                                | Indépendant   | Marie-Paule G. Beauregard | 248  | 22,3 |
| Taux de participation : 52,3 % |               |                           |      |      |

### Roxton
| Candidats pour la mairie      | Vote            | %               |
| ----------------------------- | --------------- | --------------- |
| Stéphane Beauregard (Sortant) | Sans opposition | Sans opposition |

### Roxton Falls
| Candidats pour la mairie       | Vote | %    |
| ------------------------------ | ---- | ---- |
| Jean-Marie Laplante (Sortant)  | 489  | 75,1 |
| Laurent Denis                  | 162  | 24,9 |
| Taux de participation : 63,9 % |      |      |

### Roxton Pond
| Candidats pour la mairie  | Vote            | %               |
| ------------------------- | --------------- | --------------- |
| Raymond Loignon (Sortant) | Sans opposition | Sans opposition |

### Saint-Aimé
| Candidats pour la mairie | Vote            | %               |
| ------------------------ | --------------- | --------------- |
| Maria Libert             | Sans opposition | Sans opposition |

### Saint-Alexandre
| Candidats pour la mairie       | Vote | %    |
| ------------------------------ | ---- | ---- |
| André Bergeron (Sortant)       | 669  | 59,0 |
| Jacques Surprenant             | 465  | 41,0 |
| Taux de participation : 66,9 % |      |      |

### Saint-Amable
| Candidats pour la mairie       | Vote  | %    |
| ------------------------------ | ----- | ---- |
| François Gamache               | 1 389 | 59,6 |
| Réal Dubuc                     | 781   | 33,5 |
| Luc Gemme                      | 160   | 6,9  |
| Taux de participation : 33,0 % |       |      |

### Saint-Anicet
| Candidats pour la mairie  | Vote            | %               |
| ------------------------- | --------------- | --------------- |
| Alain Castagner (Sortant) | Sans opposition | Sans opposition |

### Saint-Antoine-sur-Richelieu
| Partis                         | Partis          | Candidats pour la mairie   | Vote | %    |
| ------------------------------ | --------------- | -------------------------- | ---- | ---- |
|                                | Équipe Lévesque | Martin Lévesque            | 465  | 64,4 |
|                                | Indépendant     | Raymond Billette (Sortant) | 257  | 35,6 |
| Taux de participation : 56,9 % |                 |                            |      |      |

### Saint-Armand
| Partis                         | Partis                                  | Candidats pour la mairie | Vote | %    |
| ------------------------------ | --------------------------------------- | ------------------------ | ---- | ---- |
|                                | Indépendant                             | Réal Pelletier (Sortant) | 422  | 60,0 |
|                                | Une équipe une vision - A Team A Vision | Brent Chamberlain        | 281  | 40,0 |
| Taux de participation : 66,3 % |                                         |                          |      |      |

### Saint-Barnabé-Sud
| Candidats pour la mairie  | Vote            | %               |
| ------------------------- | --------------- | --------------- |
| Richard Leblanc (Sortant) | Sans opposition | Sans opposition |

### Saint-Basile-le-Grand
| Partis                         | Partis                                                     | Candidats pour la mairie   | Vote  | %    |
| ------------------------------ | ---------------------------------------------------------- | -------------------------- | ----- | ---- |
|                                | Parti grandbasilois                                        | Bernard Gagnon             | 2 759 | 45,1 |
|                                | Équipe LaForest                                            | Josée Laforest             | 1 897 | 31,0 |
|                                | Action municipale grandbasiloise - Équipe Michel Carrières | Michel Carrières (Sortant) | 979   | 16,0 |
|                                | Action citoyens                                            | Guy Raymond                | 478   | 7,8  |
| Taux de participation : 52,3 % |                                                            |                            |       |      |

### Saint-Bernard-de-Lacolle
| Candidats pour la mairie       | Vote | %    |
| ------------------------------ | ---- | ---- |
| Robert Duteau                  | 355  | 64,2 |
| Jean-Marie Leavey              | 198  | 35,8 |
| Taux de participation : 47,6 % |      |      |

### Saint-Bernard-de-Michaudville
| Candidats pour la mairie  | Vote            | %               |
| ------------------------- | --------------- | --------------- |
| Francine Morin (Sortante) | Sans opposition | Sans opposition |

### Saint-Blaise-sur-Richelieu
| Partis                         | Partis                         | Candidats pour la mairie | Vote | %    |
| ------------------------------ | ------------------------------ | ------------------------ | ---- | ---- |
|                                | Équipe Desmarais               | Jacques Desmarais        | 507  | 58,5 |
|                                | Regroupement des citoyens(nes) | Gérard Bisaillon         | 359  | 41,5 |
| Taux de participation : 55,8 % |                                |                          |      |      |

### Saint-Bruno-de-Montarville
| Partis                         | Partis                                            | Candidats pour la mairie  | Vote  | %    |
| ------------------------------ | ------------------------------------------------- | ------------------------- | ----- | ---- |
|                                | Alliance municipale de Saint-Bruno-de-Montarville | Claude Benjamin (Sortant) | 4 298 | 45,5 |
|                                | Parti montarvillois                               | Martin Murray             | 3 456 | 36,6 |
|                                | Indépendant                                       | André Besner              | 1 687 | 17,9 |
| Taux de participation : 50,3 % |                                                   |                           |       |      |

### Saint-Césaire
| Partis                         | Partis               | Candidats pour la mairie | Vote  | %    |
| ------------------------------ | -------------------- | ------------------------ | ----- | ---- |
|                                | Vision Saint-Césaire | Serge Gendron            | 1 130 | 53,1 |
|                                | Unité Saint-Césaire  | Yvon Boucher (Sortant)   | 605   | 28,4 |
|                                | Indépendant          | Dorothée Gingras         | 286   | 13,4 |
|                                | Indépendant          | Daniel Kabamba           | 109   | 5,1  |
| Taux de participation : 51,4 % |                      |                          |       |      |

### Saint-Charles-sur-Richelieu
| Partis                         | Partis            | Candidats pour la mairie | Vote | %    |
| ------------------------------ | ----------------- | ------------------------ | ---- | ---- |
|                                | Équipe du Citoyen | Denis Miller             | 557  | 61,5 |
|                                | Équipe DeGagné    | Benoît DeGagné           | 348  | 38,5 |
| Taux de participation : 62,4 % |                   |                          |      |      |

### Saint-Chrysostome
| Candidats pour la mairie       | Vote | %    |
| ------------------------------ | ---- | ---- |
| Jocelyne Lefort                | 626  | 51,6 |
| Jean-Claude Crubilé            | 588  | 48,4 |
| Taux de participation : 61,9 % |      |      |

### Saint-Clet
| Candidats pour la mairie | Vote            | %               |
| ------------------------ | --------------- | --------------- |
| Gilles Farand (Sortant)  | Sans opposition | Sans opposition |

### Saint-Constant
| Partis                         | Partis                                                 | Candidats pour la mairie | Vote  | %    |
| ------------------------------ | ------------------------------------------------------ | ------------------------ | ----- | ---- |
|                                | Équipe Gilles Pépin - Action municipale Saint-Constant | Gilles Pépin (Sortant)   | 4 733 | 54,6 |
|                                | Équipe Ferland - Défis Saint-Constant                  | Yves-André Ferland       | 3 932 | 45,4 |
| Taux de participation : 49,1 % |                                                        |                          |       |      |

### Saint-Cyprien-de-Napierville
| Partis | Partis             | Candidats pour la mairie | Vote            | %               |
| ------ | ------------------ | ------------------------ | --------------- | --------------- |
|        | Parti des citoyens | André Tremblay (Sortant) | Sans opposition | Sans opposition |

### Saint-Damase
| Candidats pour la mairie | Vote            | %               |
| ------------------------ | --------------- | --------------- |
| Germain Chabot (Sortant) | Sans opposition | Sans opposition |

### Saint-David
| Candidats pour la mairie | Vote            | %               |
| ------------------------ | --------------- | --------------- |
| Raymond Arel (Sortant)   | Sans opposition | Sans opposition |

### Saint-Denis-sur-Richelieu
| Partis | Partis                    | Candidats pour la mairie     | Vote            | %               |
| ------ | ------------------------- | ---------------------------- | --------------- | --------------- |
|        | Équipe Jacques Villemaire | Jacques Villemaire (Sortant) | Sans opposition | Sans opposition |

### Saint-Dominique
| Candidats pour la mairie | Vote            | %               |
| ------------------------ | --------------- | --------------- |
| Robert Houle (Sortant)   | Sans opposition | Sans opposition |

### Saint-Édouard
| Candidats pour la mairie       | Vote | %    |
| ------------------------------ | ---- | ---- |
| Roger Lussier                  | 328  | 54,6 |
| Michel Raymond                 | 273  | 45,4 |
| Taux de participation : 59,6 % |      |      |

### Saint-Étienne-de-Beauharnois
| Candidats pour la mairie       | Vote | %    |
| ------------------------------ | ---- | ---- |
| Louis Pouliot                  | 273  | 60,9 |
| Gaétan Ménard (Sortant)        | 175  | 39,1 |
| Taux de participation : 69,7 % |      |      |

- Gaétan Ménard redevient maire de Saint-Étienne-de-Beauharnois en cours de mandat[Quand ?]

### Saint-Georges-de-Clarenceville
| Partis                         | Partis              | Candidats pour la mairie | Vote | %    |
| ------------------------------ | ------------------- | ------------------------ | ---- | ---- |
|                                | Équipe Vision d'ICI | Louis Hak                | 359  | 54,8 |
|                                | Indépendant         | Kenneth Miller (Sortant) | 296  | 45,2 |
| Taux de participation : 66,8 % |                     |                          |      |      |

### Saint-Gérard-Majella
| Candidats pour la mairie       | Vote | %    |
| ------------------------------ | ---- | ---- |
| Charles Lachapelle (Sortant)   | 118  | 63,8 |
| Luc Cloutier                   | 67   | 36,2 |
| Taux de participation : 77,8 % |      |      |

### Saint-Hugues
| Candidats pour la mairie | Vote            | %               |
| ------------------------ | --------------- | --------------- |
| Serge Picard (Sortant)   | Sans opposition | Sans opposition |

### Saint-Hyacinthe
| Candidats pour la mairie       | Vote  | %    |
| ------------------------------ | ----- | ---- |
| Claude Bernier (Sortant)       | 7 798 | 43,2 |
| Huguette Corbeil               | 7 331 | 40,6 |
| Jean-Marie Pelletier           | 2 907 | 16,1 |
| Taux de participation : 43,8 % |       |      |

### Saint-Ignace-de-Stanbridge
| Candidats pour la mairie  | Vote            | %               |
| ------------------------- | --------------- | --------------- |
| Albert Santerre (Sortant) | Sans opposition | Sans opposition |

### Saint-Isidore
| Candidats pour la mairie       | Vote | %    |
| ------------------------------ | ---- | ---- |
| Gilles Yelle (Sortant)         | 737  | 53,4 |
| Sylvain Parent                 | 643  | 46,6 |
| Taux de participation : 69,8 % |      |      |

### Saint-Jacques-le-Mineur
| Partis                         | Partis               | Candidats pour la mairie  | Vote | %    |
| ------------------------------ | -------------------- | ------------------------- | ---- | ---- |
|                                | Équipe Lise Trottier | Lise Trottier             | 446  | 53,4 |
|                                | Indépendant          | Camille Beaudin (Sortant) | 282  | 33,8 |
|                                | Indépendant          | Claudette Lapointe        | 107  | 12,8 |
| Taux de participation : 68,3 % |                      |                           |      |      |

### Saint-Jean-Baptiste
| Candidats pour la mairie       | Vote | %    |
| ------------------------------ | ---- | ---- |
| Jacques Durand (Sortant)       | 612  | 50,0 |
| Léo Lévesque                   | 611  | 50,0 |
| Taux de participation : 50,6 % |      |      |

### Saint-Jean-sur-Richelieu
| Partis                         | Partis           | Candidats pour la mairie | Vote   | %    |
| ------------------------------ | ---------------- | ------------------------ | ------ | ---- |
|                                | Équipe Dolbec    | Gilles Dolbec (Sortant)  | 11 838 | 39,5 |
|                                | Action civique   | Jean Lamoureux           | 9 100  | 30,4 |
|                                | Indépendante     | Lucille Méthé            | 6 497  | 21,7 |
|                                | Union johannaise | Joseph Khoury            | 2 515  | 8,4  |
| Taux de participation : 43,0 % |                  |                          |        |      |

### Saint-Joachim-de-Shefford
| Candidats pour la mairie  | Vote            | %               |
| ------------------------- | --------------- | --------------- |
| René Beauregard (Sortant) | Sans opposition | Sans opposition |

### Saint-Joseph-de-Sorel
| Candidats pour la mairie | Vote            | %               |
| ------------------------ | --------------- | --------------- |
| Olivar Gravel (Sortant)  | Sans opposition | Sans opposition |

### Saint-Jude
| Candidats pour la mairie       | Vote | %    |
| ------------------------------ | ---- | ---- |
| Yves De Bellefeuille           | 220  | 58,8 |
| André Cyr (Sortant)            | 154  | 41,2 |
| Taux de participation : 43,0 % |      |      |

### Saint-Lambert
| Candidats pour la mairie       | Vote  | %    |
| ------------------------------ | ----- | ---- |
| Philippe Brunet                | 2 707 | 34,9 |
| Éric Bourbeau                  | 2 670 | 34,4 |
| Jill Lacoursière               | 2 375 | 30,6 |
| Taux de participation : 48,2 % |       |      |

### Saint-Liboire
| Candidats pour la mairie       | Vote | %    |
| ------------------------------ | ---- | ---- |
| Denis Chabot                   | 639  | 78,8 |
| Sylvain Gauvreau (Sortant)     | 172  | 21,2 |
| Taux de participation : 39,8 % |      |      |

### Saint-Louis
| Candidats pour la mairie       | Vote | %    |
| ------------------------------ | ---- | ---- |
| Doris Gosselin                 | 220  | 53,1 |
| Gaétan Lavallée                | 194  | 46,9 |
| Taux de participation : 67,9 % |      |      |

### Saint-Louis-de-Gonzague
| Candidats pour la mairie       | Vote | %    |
| ------------------------------ | ---- | ---- |
| Yves Daoust (Sortant)          | 536  | 78,0 |
| Jean-Pierre Vinet              | 151  | 22,0 |
| Taux de participation : 64,0 % |      |      |

### Saint-Marc-sur-Richelieu
| Candidats pour la mairie       | Vote | %    |
| ------------------------------ | ---- | ---- |
| Jean Murray                    | 515  | 59,8 |
| Alain Lavallée                 | 346  | 40,2 |
| Taux de participation : 53,6 % |      |      |

### Saint-Marcel-de-Richelieu
| Candidats pour la mairie | Vote            | %               |
| ------------------------ | --------------- | --------------- |
| Yvon Pesant (Sortant)    | Sans opposition | Sans opposition |

### Saint-Mathias-sur-Richelieu
| Partis                         | Partis                                               | Candidats pour la mairie | Vote | %    |
| ------------------------------ | ---------------------------------------------------- | ------------------------ | ---- | ---- |
|                                | L'Alternative / Équipe Yanik Maheu                   | Yanick Maheu             | 747  | 56,7 |
|                                | Les Patriotes de Saint-Mathias L'Équipe Allan Briand | Allan Briand             | 570  | 43,3 |
| Taux de participation : 38,6 % |                                                      |                          |      |      |

### Saint-Mathieu
| Partis                         | Partis                       | Candidats pour la mairie         | Vote | %    |
| ------------------------------ | ---------------------------- | -------------------------------- | ---- | ---- |
|                                | Équipe Lise Poissant Charron | Lise Poissant Charron (Sortante) | 618  | 62,7 |
|                                | Alliance St-Mathieu          | Robert Lee                       | 368  | 37,3 |
| Taux de participation : 67,3 % |                              |                                  |      |      |

### Saint-Mathieu-de-Belœil
| Partis | Partis              | Candidats pour la mairie | Vote            | %               |
| ------ | ------------------- | ------------------------ | --------------- | --------------- |
|        | Équipe Michel Aubin | Michel Aubin             | Sans opposition | Sans opposition |

### Saint-Michel
| Candidats pour la mairie | Vote            | %               |
| ------------------------ | --------------- | --------------- |
| Pierre Raymond Cloutier  | Sans opposition | Sans opposition |

### Saint-Nazaire-d'Acton
| Candidats pour la mairie | Vote            | %               |
| ------------------------ | --------------- | --------------- |
| André Fafard (Sortant)   | Sans opposition | Sans opposition |

### Saint-Ours
| Partis                         | Partis                  | Candidats pour la mairie | Vote | %    |
| ------------------------------ | ----------------------- | ------------------------ | ---- | ---- |
|                                | Regroupement Saint-Ours | Robert Tremblay          | 515  | 55,4 |
|                                | Indépendant             | Daniel Arpin (Sortant)   | 414  | 44,6 |
| Taux de participation : 67,8 % |                         |                          |      |      |

### Saint-Patrice-de-Sherrington
| Candidats pour la mairie | Vote            | %               |
| ------------------------ | --------------- | --------------- |
| André Giroux (Sortant)   | Sans opposition | Sans opposition |

### Saint-Paul-d'Abbotsford
| Partis                        | Partis               | Candidats pour la mairie | Vote | %    |
| ----------------------------- | -------------------- | ------------------------ | ---- | ---- |
|                               | Équipe Dean Thompson | Dean Thompson            | 563  | 54,0 |
|                               | Indépendant          | Jean-Marie Bergman       | 479  | 46,0 |
| Taux de participation : 46,0% |                      |                          |      |      |

### Saint-Paul-de-l'Île-aux-Noix
| Candidats pour la mairie | Vote            | %               |
| ------------------------ | --------------- | --------------- |
| Gérard Dutil (Sortant)   | Sans opposition | Sans opposition |

### Saint-Philippe
| Partis                         | Partis              | Candidats pour la mairie | Vote  | %    |
| ------------------------------ | ------------------- | ------------------------ | ----- | ---- |
|                                | Équipe Martin       | Lise Martin              | 1 032 | 42,0 |
|                                | Équipe F.D. Lussier | Fernande D. Lussier      | 744   | 30,3 |
|                                | Parti des citoyens  | Martine Bechtold         | 362   | 14,7 |
|                                | Indépendant         | Sylvain Rathé            | 318   | 12,9 |
| Taux de participation : 59,7 % |                     |                          |       |      |

### Saint-Pie
| Candidats pour la mairie | Vote            | %               |
| ------------------------ | --------------- | --------------- |
| Pierre St-Onge           | Sans opposition | Sans opposition |

### Saint-Pierre-de-Véronne-à-Pike-River
| Candidats pour la mairie | Vote            | %               |
| ------------------------ | --------------- | --------------- |
| Martin Bellefroid        | Sans opposition | Sans opposition |

### Saint-Polycarpe
| Candidats pour la mairie | Vote            | %               |
| ------------------------ | --------------- | --------------- |
| Normand Ménard (Sortant) | Sans opposition | Sans opposition |

### Saint-Rémi
| Candidats pour la mairie       | Vote  | %    |
| ------------------------------ | ----- | ---- |
| Michel Lavoie (Sortant)        | 1 865 | 61,1 |
| Sylvie Boyer                   | 1 189 | 38,9 |
| Taux de participation : 61,0 % |       |      |

### Saint-Robert
| Candidats pour la mairie       | Vote | %    |
| ------------------------------ | ---- | ---- |
| Gilles Salvas (Sortant)        | 453  | 51,9 |
| Philippe Rochat                | 419  | 48,1 |
| Taux de participation : 61,1 % |      |      |

### Saint-Roch-de-Richelieu
| Candidats pour la mairie | Vote            | %               |
| ------------------------ | --------------- | --------------- |
| Claude Pothier (Sortant) | Sans opposition | Sans opposition |

### Saint-Sébastien
| Candidats pour la mairie       | Vote | %    |
| ------------------------------ | ---- | ---- |
| Marie Douce Motin              | 249  | 59,3 |
| Marcel Proteau (Sortant)       | 171  | 40,7 |
| Taux de participation : 67,6 % |      |      |

### Saint-Simon
| Candidats pour la mairie       | Vote | %    |
| ------------------------------ | ---- | ---- |
| Normand Corbeil (Sortant)      | 445  | 70,0 |
| Yves Raby                      | 191  | 30,0 |
| Taux de participation : 66,7 % |      |      |

### Saint-Stanislas-de-Kostka
Aucun candidat pour la mairie
- Jean-Pierre Gaboury devient maire peu après les élections[6].

### Saint-Télesphore
| Candidats pour la mairie | Vote            | %               |
| ------------------------ | --------------- | --------------- |
| Yvon Bériault            | Sans opposition | Sans opposition |

### Saint-Théodore-d'Acton
| Candidats pour la mairie | Vote            | %               |
| ------------------------ | --------------- | --------------- |
| Dany Larivière (Sortant) | Sans opposition | Sans opposition |

### Saint-Urbain-Premier
| Candidats pour la mairie  | Vote            | %               |
| ------------------------- | --------------- | --------------- |
| Réjean Beaulieu (Sortant) | Sans opposition | Sans opposition |

### Saint-Valentin
| Candidats pour la mairie       | Vote | %    |
| ------------------------------ | ---- | ---- |
| Pierre Chamberland             | 167  | 52,2 |
| Yvon Landry (Sortant)          | 153  | 47,8 |
| Taux de participation : 82,5 % |      |      |

### Saint-Valérien-de-Milton
| Candidats pour la mairie       | Vote | %    |
| ------------------------------ | ---- | ---- |
| Raymonde Plamondon (Sortante)  | 540  | 67,7 |
| Patrick Ménard                 | 258  | 32,3 |
| Taux de participation : 60,7 % |      |      |

### Saint-Zotique
| Partis | Partis         | Candidats pour la mairie | Vote            | %               |
| ------ | -------------- | ------------------------ | --------------- | --------------- |
|        | Équipe Legault | Gaëtane Legault          | Sans opposition | Sans opposition |

### Sainte-Angèle-de-Monnoir
| Candidats pour la mairie       | Vote | %    |
| ------------------------------ | ---- | ---- |
| Michel Picotte (Sortant)       | 318  | 62,1 |
| Bernard Petit                  | 194  | 37,9 |
| Taux de participation : 38,3 % |      |      |

### Sainte-Anne-de-Sabrevois
| Partis                         | Partis                        | Candidats pour la mairie | Vote | %    |
| ------------------------------ | ----------------------------- | ------------------------ | ---- | ---- |
|                                | Équipe du renouveau municipal | Clément Couture          | 473  | 59,1 |
|                                | Équipe Rolland                | Denis Rolland (Sortant)  | 327  | 40,9 |
| Taux de participation : 52,8 % |                               |                          |      |      |

### Sainte-Anne-de-Sorel
| Candidats pour la mairie       | Vote | %    |
| ------------------------------ | ---- | ---- |
| Pierre Lacombe                 | 841  | 52,8 |
| Réjane T. Salvail (Candidate)  | 751  | 47,2 |
| Taux de participation : 69,7 % |      |      |

### Sainte-Barbe
| Candidats pour la mairie        | Vote | %    |
| ------------------------------- | ---- | ---- |
| Louise Lebrun                   | 370  | 43,0 |
| Roland Czech                    | 338  | 39,3 |
| Jean-Claude Chantigny (Sortant) | 152  | 17,7 |
| Taux de participation : 69,7 %  |      |      |

### Sainte-Brigide-d'Iberville
| Candidats pour la mairie       | Vote | %    |
| ------------------------------ | ---- | ---- |
| Patrick Bonvouloir (Sortant)   | 387  | 56,7 |
| Mario Van Rossum               | 295  | 43,3 |
| Taux de participation : 66,0 % |      |      |

### Sainte-Catherine
| Partis                         | Partis                       | Candidats pour la mairie  | Vote  | %    |
| ------------------------------ | ---------------------------- | ------------------------- | ----- | ---- |
|                                | Parti de l'équipe Bates      | Jocelyne Bates (Sortante) | 3 080 | 71,0 |
|                                | Alternative Sainte-Catherine | Monique Roy Verville      | 1 261 | 29,0 |
| Taux de participation : 37,0 % |                              |                           |       |      |

### Sainte-Cécile-de-Milton
| Candidats pour la mairie       | Vote | %    |
| ------------------------------ | ---- | ---- |
| Sylvain Beaudoin               | 487  | 53,8 |
| Paul Sarrazin (Sortant)        | 342  | 37,8 |
| Robert Vandal                  | 76   | 8,4  |
| Taux de participation : 60,6 % |      |      |

### Sainte-Christine
| Candidats pour la mairie              | Vote            | %               |
| ------------------------------------- | --------------- | --------------- |
| Huguette St-Pierre-Beaulac (Sortante) | Sans opposition | Sans opposition |

### Sainte-Clotilde-de-Châteauguay
| Candidats pour la mairie       | Vote | %    |
| ------------------------------ | ---- | ---- |
| Clément Lemieux (Sortant)      | 520  | 73,8 |
| Gilbert Faille                 | 185  | 26,2 |
| Taux de participation : 58,0 % |      |      |

### Sainte-Hélène-de-Bagot
| Candidats pour la mairie | Vote            | %               |
| ------------------------ | --------------- | --------------- |
| Yves Petit (Sortant)     | Sans opposition | Sans opposition |

### Sainte-Julie
| Partis | Partis                                    | Candidats pour la mairie | Vote            | %               |
| ------ | ----------------------------------------- | ------------------------ | --------------- | --------------- |
|        | La Voix des citoyens - Équipe Suzanne Roy | Suzanne Roy (Sortante)   | Sans opposition | Sans opposition |

### Sainte-Justine-de-Newton
| Partis | Partis                                                | Candidats pour la mairie | Vote            | %               |
| ------ | ----------------------------------------------------- | ------------------------ | --------------- | --------------- |
|        | Grandir, vivre et vieillir à Sainte-Justine-de-Newton | Patricia Domingos        | Sans opposition | Sans opposition |

### Sainte-Marie-Madeleine
| Candidats pour la mairie       | Vote | %    |
| ------------------------------ | ---- | ---- |
| Simon Lacombe (Sortant)        | 443  | 51,2 |
| Patrick Toutant                | 212  | 24,5 |
| Gérard Beauchemin              | 210  | 24,3 |
| Taux de participation : 40,8 % |      |      |

### Sainte-Marthe
| Candidats pour la mairie   | Vote            | %               |
| -------------------------- | --------------- | --------------- |
| Aline Guillotte (Sortante) | Sans opposition | Sans opposition |

### Sainte-Martine
| Candidats pour la mairie  | Vote            | %               |
| ------------------------- | --------------- | --------------- |
| François Candau (Sortant) | Sans opposition | Sans opposition |

### Sainte-Sabine
| Candidats pour la mairie  | Vote            | %               |
| ------------------------- | --------------- | --------------- |
| Laurent Phoenix (Sortant) | Sans opposition | Sans opposition |

### Sainte-Victoire-de-Sorel
| Candidats pour la mairie            | Vote | %    |
| ----------------------------------- | ---- | ---- |
| Solange Valois Cournoyer (Sortante) | 510  | 56,4 |
| Pierre Latraverse                   | 395  | 43,6 |
| Taux de participation : 46,7 %      |      |      |

### Salaberry-de-Valleyfield
| Candidats pour la mairie       | Vote  | %    |
| ------------------------------ | ----- | ---- |
| Denis Lapointe (Sortant)       | 7 972 | 76,7 |
| Sylvain Guérin                 | 2 428 | 23,3 |
| Taux de participation : 33,6 % |       |      |

### Sorel-Tracy
| Candidats pour la mairie       | Vote  | %    |
| ------------------------------ | ----- | ---- |
| Réjean Dauplaise               | 8 134 | 60,8 |
| Marcel Robert (Sortant)        | 5 240 | 39,2 |
| Taux de participation : 47,7 % |       |      |

### Stanbridge East
| Candidats pour la mairie  | Vote            | %               |
| ------------------------- | --------------- | --------------- |
| Gregory Vaughan (Sortant) | Sans opposition | Sans opposition |

### Stanbridge Station
| Candidats pour la mairie | Vote            | %               |
| ------------------------ | --------------- | --------------- |
| Gilles Rioux             | Sans opposition | Sans opposition |

### Sutton
| Partis                         | Partis                                  | Candidats pour la mairie | Vote | %    |
| ------------------------------ | --------------------------------------- | ------------------------ | ---- | ---- |
|                                | Alternative Sutton                      | Pierre Pelland           | 915  | 42,0 |
|                                | Bresee et groupe indépendant pro Sutton | Winston Bresee           | 707  | 32,5 |
|                                | Vision Sutton                           | Kenneth Hill (Sortant)   | 555  | 25,5 |
| Taux de participation : 59,6 % |                                         |                          |      |      |

### Terrasse-Vaudreuil
| Candidats pour la mairie       | Vote | %    |
| ------------------------------ | ---- | ---- |
| Manon Trudel                   | 414  | 54,5 |
| André Reynolds (Sortant)       | 295  | 38,8 |
| Claude Lévesque                | 51   | 6,7  |
| Taux de participation : 51,5 % |      |      |

### Très-Saint-Rédempteur
| Candidats pour la mairie | Vote            | %               |
| ------------------------ | --------------- | --------------- |
| Jean Lalonde (Sortant)   | Sans opposition | Sans opposition |

### Très-Saint-Sacrement
| Candidats pour la mairie     | Vote            | %               |
| ---------------------------- | --------------- | --------------- |
| François Rochefort (Sortant) | Sans opposition | Sans opposition |

### Upton
| Candidats pour la mairie | Vote            | %               |
| ------------------------ | --------------- | --------------- |
| Yves Croteau (Sortant)   | Sans opposition | Sans opposition |

### Varennes
| Partis                         | Partis                            | Candidats pour la mairie  | Vote  | %    |
| ------------------------------ | --------------------------------- | ------------------------- | ----- | ---- |
|                                | Parti durable - Équipe Damphousse | Martin Damphousse         | 4 397 | 60,7 |
|                                | Action Varennes                   | Josée Sanfaçcon           | 1 917 | 26,4 |
|                                | Indépendant                       | Michel Tremblay (Sortant) | 934   | 12,9 |
| Taux de participation : 47,8 % |                                   |                           |       |      |

### Vaudreuil-Dorion
| Partis | Partis                                | Candidats pour la mairie | Vote            | %               |
| ------ | ------------------------------------- | ------------------------ | --------------- | --------------- |
|        | Parti de l'action de Vaudreuil-Dorion | Guy Pilon (Sortant)      | Sans opposition | Sans opposition |

### Vaudreuil-sur-le-Lac
| Candidats pour la mairie       | Vote | %    |
| ------------------------------ | ---- | ---- |
| Claude Pilon (Sortant)         | 516  | 87,2 |
| Martin Legris                  | 76   | 12,8 |
| Taux de participation : 61,1 % |      |      |

### Venise-en-Québec
| Candidats pour la mairie | Vote            | %               |
| ------------------------ | --------------- | --------------- |
| Jacques Landry (Sortant) | Sans opposition | Sans opposition |

### Verchères
| Candidats pour la mairie       | Vote  | %    |
| ------------------------------ | ----- | ---- |
| Alexandre Bélisle              | 1 357 | 59,4 |
| Claude Henri                   | 593   | 26,0 |
| Claude Perreault               | 333   | 14,6 |
| Taux de participation : 54,0 % |       |      |

### Warden
| Candidats pour la mairie       | Vote | %    |
| ------------------------------ | ---- | ---- |
| Philip Tétrault                | 110  | 57,9 |
| Serge Blanchard                | 80   | 42,1 |
| Taux de participation : 73,9 % |      |      |

### Waterloo
| Candidats pour la mairie | Vote            | %               |
| ------------------------ | --------------- | --------------- |
| Pascal Russell (Sortant) | Sans opposition | Sans opposition |

### Yamaska
| Candidats pour la mairie       | Vote | %    |
| ------------------------------ | ---- | ---- |
| Louis R. Joyal                 | 642  | 59,4 |
| Claude R. Léveillée            | 438  | 40,6 |
| Taux de participation : 73,3 % |      |      |